# Biffi (cognome)
Biffi è un cognome di lingua italiana.

## Varianti
Biffa, Biffo, Biffone, Biffoni.

## Origine e diffusione
Il cognome è tipicamente centro-settentrionale.
Potrebbe derivare dal termine calabrese biffa, "naso grosso", o dal termine biffa in uso in toponomastica, "segno di confine", dal longobardico wiffa, "fastello di paglia posto a intervalli regolari lungo un confine". È affine ai cognomi Limina e Limiti.
Le variante Biffa e Biffone sono meridionali.

## Persone
- Aldo Biffi (1910-...) – calciatore e allenatore di calcio italiano
- Andrea Biffi, detto il Giovane (1645-1686) – architetto italiano
- Antonino Biffi (1666-1733) – compositore e contraltista italiano